# Tom Tunney
Thomas M. Tunney (sinh ngày 22 tháng 8 năm 1955) là một chính khách và doanh nhân người Mỹ đến từ Chicago, Illinois. Kể từ năm 2003, ông đã phục vụ với tư cách là một ủy viên trong Hội đồng Thành phố Chicago. Ông đại diện cho Phường 44 nổi bật của thành phố, bao gồm các điểm du lịch chính, các khu vực lân cận Boystown và Wrigleyville. Thị trưởng Lori Lightfoot đã bổ nhiệm ông làm phó thị trưởng vào năm 2019.

## Giáo dục
Tunney sinh ra và lớn lên ở phía tây nam của Chicago. Sau khi tốt nghiệp trường Brother Rice, một Trường Trung học Công giáo địa phương, ông theo học tại Đại học Illinois, nơi ông lấy bằng cử nhân về quản lý nhà hàng. Tunney đã thành công khi lấy bằng thạc sĩ quản trị khách sạn tại Đại học Cornell.

## Đời tư
Tunney là em họ của Robin Tunney, người đã đóng vai Đặc vụ Lisbon trong phim The Mentalist.
Tunney là Ủy viên Chicago đồng tính đầu tiên công khai.